# Cleveland, Texas
Cleveland là một thành phố thuộc quận Liberty, tiểu bang Texas, Hoa Kỳ. Năm 2010, dân số của xã này là 7675 người.

## Dân số
- Dân số năm 2000: 7605 người.
- Dân số năm 2010: 7675 người.